# Berlin Görlitzer Bahnhof
Görlitzer Bahnhof (Zhořelecké nádraží) bylo koncové nádraží v německé metropoli Berlíně; do provozu bylo uvedeno 1866, dnes již nestojí.
Podle plánů architekta Augusta Ortha zřízené nádraží bylo určené pro spojení Berlína s Chotěbuzí a Zhořelcem v lužické oblasti. Během druhé světové války bylo nádraží značně poškozeno. V dubnu 1951 byl proto provoz zrušen a nádraží bylo v několika fázích (do roku 1976) zbouráno. Dnes se na pozemku bývalého nádraží nachází park a také poměrně velký „selský dvůr“ pro děti. Dřívější nádraží připomíná název v blízkosti se nacházející stanice metra Görlitzer Bahnhof.